# Joseph Bouchardy
Pour les autres membres de la famille, voir Bouchardy.
Joseph Bouchardy, né le 20 mars 1810 dans l'ancien 2e arrondissement de Paris et mort le 27 mai 1870 à Châtenay, est un dramaturge et graveur français, connu pour ses mélodrames populaires aux intrigues compliquées.

## Biographie

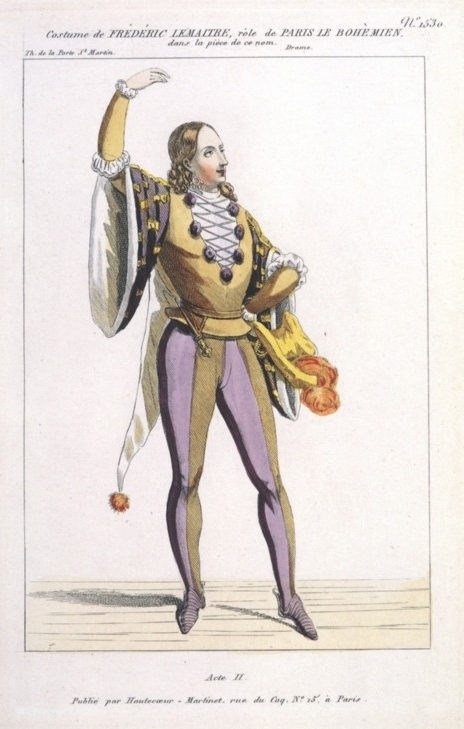
Costume de Frédérick Lemaître pour le rôle de Paris le bohémien au Théâtre de la Porte-Saint-Martin.

Fils et frère d’artistes peintres et graveurs, originaires de Lyon, Joseph Espérance Bouchardy est d'abord l’un des meilleurs élèves du graveur anglais Samuel William Reynolds et d'Alexis-François Girard, maîtres de la manière noire,. Il se tourna ensuite vers le théâtre et fit partie vers 1830 du groupe de bohèmes dit le « petit-cénacle » avec Gérard de Nerval, Théophile Gautier, Philothée O'Neddy, Xavier Forneret et Charles Lassailly. En 1836, il écrivit deux pièces en un acte en collaboration avec le romancier et auteur dramatique Eugène Deligny. Il composa l’année suivante son premier mélodrame, Gaspardo le pêcheur. Ce fut un succès immédiat, suivi de beaucoup d’autres.
Surnommé « cœur de salpêtre » par Petrus Borel et qualifié par Pierre Larousse de « grand impresario des terreurs du boulevard », Bouchardy « a personnifié, surtout à ses débuts, le drame noir et terrible des anciens jours. [...] Non seulement il possède à fond toutes les ressources qu’il faut pour bien enchevêtrer les charpentes d’une action, faire naître et grandir la curiosité, pousser l’intérêt jusqu’à l’exaspération, mais il croit en son œuvre. » Bien qu’il ait relativement peu écrit, ses pièces lui ont rapporté des « recettes vraiment fabuleuses », non seulement en France, mais aussi en Espagne et dans tous les pays où elles furent traduites et représentées.
Selon Théophile Gautier, tout l’art de Bouchardy consistait à faire paraître tout naturels et tout simples les faits les plus invraisemblables :

« La poétique de Bouchardy est basée sur l’exemple suivant : « Toi ici ! Par quel prodige ? mais tu es mort depuis dix-huit mois ?... — Silence ! c’est un secret que je remporterai dans la tombe ! » répond le personnage interpellé ; et l’action continue. Rien n’est plus expliqué que cela. Il faut convenir que les héros de M. Bouchardy sont peu curieux et peu questionneurs de leur nature. Tout cela n’empêche pas Paris le bohémien de former un spectacle d’un intérêt soutenu, et qui vous tient en suspens pendant cinq heures d’horloge. Il y a là-dessous, à travers le fatras et l’incohérence, les boursouflures et le mauvais style, une certaine grandeur, une puissance incontestable et un sentiment poétique très-réel. »

Un autre critique rapporte que Gautier, ayant voulu donner un jour un compte rendu complet d’un drame de Bouchardy, « se trouva au bout de dix-huit colonnes avant d’être au bout du prologue ». « Personne, il faut le dire, ne s’entend mieux que lui à serrer les nœuds d’une intrigue, à mener le spectateur jusqu’au dénouement de la pièce, à travers un double et triple imbroglio », dit encore un autre critique qui tentait de résumer l’intrigue du Sonneur de Saint-Paul. « C’est une interminable histoire, entrecoupée d’incidents ou d’épisodes sans nombre, une série d’aventures bizarres et sanglantes qui s’ouvre par un coup d’arquebuse, et se termine par un coup de pistolet. »
Il est fait chevalier de la Légion d'honneur en 1868.
Joseph Bouchardy est l'oncle du journaliste Georges de Labruyère. Il est inhumé au cimetière de Montmartre.

## Théâtre
- Le Fils du bravo, comédie-vaudeville en 1 acte, avec Eugène Deligny, Paris, Théâtre de l'Ambigu-Comique, 7 février 1836.
- Hermann l’ivrogne, drame en 1 acte, avec Eugène Deligny, Paris, Théâtre de l’Ambigu-Comique, 11 juin 1836.
- Gaspardo le pêcheur, drame en 4 actes et 5 tableaux, précédé d’un prologue, Paris, Théâtre de l’Ambigu-Comique,

14 janvier 1837.
- Longue-Épée le Normand, drame en 5 actes, Paris, Théâtre de l’Ambigu-Comique, 1er décembre 1837.
- Le Sonneur de Saint-Paul, drame en 4 actes, précédé d’un prologue, Paris, Théâtre de la Gaîté, 2 octobre 1838.
- Christophe le Suédois, drame en 5 actes, Paris, Théâtre de l’Ambigu-Comique, 29 octobre 1839.
- Lazare le pâtre, drame en 4 actes, avec prologue, Paris, Théâtre de l’Ambigu-Comique, 7 novembre 1840.
- Paris le bohémien, drame en 5 actes, Paris, Théâtre de la Porte-Saint-Martin, 18 avril 1842.
- Les Enfants trouvés, drame en 3 actes, Paris, Théâtre de l’Ambigu-Comique, 2 avril 1843.
- Les Orphelines d’Anvers, drame en 5 actes et 6 tableaux, Paris, Théâtre de l’Ambigu-Comique, 30 octobre 1844.
- La Sœur du muletier, drame en 5 actes dont 1 prologue, Paris, Théâtre de la Gaîté, 11 octobre 1845.
- Bertram le matelot, drame en 5 actes dont 1 prologue, Paris, Théâtre de la Gaîté, 3 mars 1847.
- Léa, ou la Sœur du soldat, drame en 5 actes, avec Paul-Henri Foucher, Paris, Théâtre de la Gaîté, 6 août 1847.
- Un vendredi, comédie-vaudeville en 1 acte, Paris, Théâtre des Variétés, 7 avril 1849.
- La Croix de saint Jacques, drame en 6 tableaux, précédé d’un prologue, Paris, Théâtre de la Gaîté, 15 décembre 1849.
- Jean le cocher, drame en 5 actes, précédé d’un prologue en 2 tableau, Paris, Théâtre de l’Ambigu-Comique, 11 novembre 1852.
- Le Secret des cavaliers, drame en 6 actes, Paris, Théâtre de l’Ambigu-Comique, 24 décembre 1856.
- Micaël l’esclave, drame en 4 actes, précédé d’un prologue, Paris, Théâtre de la Gaîté, 18 avril 1859.
- Philidor, comédie-drame en 4 actes, Paris, Théâtre du Vaudeville, 21 décembre 1860.
- L’Armurier de Santiago, drame en 5 actes et 1 prologue, Paris, Théâtre du Châtelet, 30 septembre 1868.